# Alberto Moreno
Alberto Moreno Pérez (Sevilla, 5 de julio de 1992) es un futbolista español. Juega de defensa y su equipo es el Como 1907 de la Serie A.

## Trayectoria

### Sevilla F. C.
Originario de Sevilla, Moreno jugó en las categorías inferiores del Sevilla F. C. Su primera temporada como futbolista de la tercera división del fútbol español fue en 2011-12. El 8 de abril de 2012 hizo su debut como futbolista de la Primera División de España, jugando en el Sevilla F. C. en un partido como visitante contra el Athletic Club, ingresando a la cancha como sustituto de Manu del Moral en los últimos minutos del partido, el cual acabó en una derrota 1:0.
En febrero de 2013, Moreno se convirtió en un jugador titular del equipo. El 4 de octubre de ese mismo año, renovó su contrato con el club, firmando hasta 2018. El 20 de octubre, Moreno anotó su primer gol en La Liga, en un partido que resultó un empate 2:2 contra el Real Valladolid.
Durante la temporada 2013-14, Moreno fue una de las piezas importantes del Sevilla ayudando a la consecución de la Liga Europa de la UEFA.

### Liverpool F. C.

#### Temporada 2014-15
El 12 de agosto de 2014 se oficializó su traspaso por cinco temporadas al Liverpool F. C., club que pagó quince millones de euros por su pase. El 26 de agosto, Moreno realizó su debut en el equipo en un partido contra el Manchester City, el cual resultó en una derrota 3:1. El 31 de agosto, anotó un gol en la victoria por 3:0 al Tottenham Hotspur. El 29 de diciembre, marcó un tanto en un encuentro ante el Swansea City, el cual finalizó en una victoria 4:1.

#### Temporada 2015-16
El 20 de septiembre de 2015 jugó su primer partido de la temporada, asistiendo a Danny Ings en un gol, resultando un empate 1:1 contra el Norwich City.

### Villlarreal C. F.
Tras finalizar contrato con el Liverpool, el 9 de julio de 2019 se hizo oficial su fichaje por el Villarreal C. F. para las siguientes cinco temporadas. En ese periodo de tiempo disputó 124 encuentros, en los que marcó ocho goles, y ayudó al equipo a conseguir la Liga Europa de la UEFA 2020-21 y alcanzar las semifinales de la Liga de Campeones de la UEFA 2021-22.

### Como
El 19 de julio de 2024 firmó por un año con el Como 1907, equipo que acababa de ascender a la Serie A, con opción a un segundo en caso de cumplirse determinadas condiciones.

## Selección nacional
Tras jugar varios con la selección sub-21 y ganar el Europeo sub-21 de 2013, Alberto Moreno fue convocado por Vicente del Bosque el 4 de octubre de 2013 para los partidos de clasificación del Mundial de Brasil 2014, que se disputarían ante Bielorrusia y Georgia.
Realizó su debut con la selección española el 15 de octubre ante Georgia, en el último partido de la clasificación por la Copa Mundial de Fútbol de 2014. Moreno fue el 38.º debutante con Vicente del Bosque. En noviembre de 2017 fue convocado por el entrenador Julen Lopetegui para jugar un encuentro amistoso frente a Costa Rica.

## Estadísticas

### Clubes
Actualizado al último partido disputado el 18 de mayo de 2025.
| Club                       | Div.          | Temporada     | Liga  | Liga  | Copas nacionales | Copas nacionales | Copas internacionales | Copas internacionales | Total | Total |
| Club                       | Div.          | Temporada     | Part. | Goles | Part.            | Goles            | Part.                 | Goles                 | Part. | Goles |
| -------------------------- | ------------- | ------------- | ----- | ----- | ---------------- | ---------------- | --------------------- | --------------------- | ----- | ----- |
| Sevilla Atlético · España  | 2.ª B         | 2010-11       | 1     | 0     | —                | —                | —                     | —                     | 1     | 0     |
| Sevilla Atlético · España  | 2.ª B         | 2011-12       | 30    | 3     | —                | —                | —                     | —                     | 30    | 3     |
| Sevilla F. C. · España     | 1.ª           | 2011-12       | 1     | 0     | 0                | 0                | 0                     | 0                     | 1     | 0     |
| Sevilla Atlético · España  | 2.ª B         | 2012-13       | 19    | 3     | —                | —                | —                     | —                     | 19    | 3     |
| Sevilla Atlético · España  | Total club    | Total club    | 50    | 6     | 0                | 0                | 0                     | 0                     | 50    | 6     |
| Sevilla F. C. · España     | 1.ª           | 2012-13       | 15    | 0     | 2                | 0                | —                     | —                     | 17    | 0     |
| Sevilla F. C. · España     | 1.ª           | 2013-14       | 29    | 3     | 1                | 0                | 14                    | 0                     | 44    | 3     |
| Sevilla F. C. · España     | Total club    | Total club    | 45    | 3     | 3                | 0                | 14                    | 0                     | 62    | 3     |
| Liverpool F. C. Inglaterra | 1.ª           | 2014-15       | 28    | 2     | 6                | 0                | 7                     | 0                     | 41    | 2     |
| Liverpool F. C. Inglaterra | 1.ª           | 2015-16       | 32    | 1     | 5                | 0                | 13                    | 0                     | 50    | 1     |
| Liverpool F. C. Inglaterra | 1.ª           | 2016-17       | 12    | 0     | 6                | 0                | —                     | —                     | 18    | 0     |
| Liverpool F. C. Inglaterra | 1.ª           | 2017-18       | 16    | 0     | 1                | 0                | 10                    | 0                     | 27    | 0     |
| Liverpool F. C. Inglaterra | 1.ª           | 2018-19       | 2     | 0     | 2                | 0                | 1                     | 0                     | 5     | 0     |
| Liverpool F. C. Inglaterra | Total club    | Total club    | 90    | 3     | 20               | 0                | 31                    | 0                     | 141   | 3     |
| Villarreal C. F. · España  | 1.ª           | 2019-20       | 18    | 0     | 1                | 0                | ―                     | ―                     | 19    | 0     |
| Villarreal C. F. · España  | 1.ª           | 2020-21       | 5     | 0     | 0                | 0                | 4                     | 0                     | 9     | 0     |
| Villarreal C. F. · España  | 1.ª           | 2021-22       | 24    | 3     | 3                | 2                | 8                     | 1                     | 35    | 6     |
| Villarreal C. F. · España  | 1.ª           | 2022-23       | 24    | 0     | 1                | 0                | 3                     | 0                     | 28    | 0     |
| Villarreal C. F. · España  | 1.ª           | 2023-24       | 27    | 2     | 2                | 0                | 4                     | 0                     | 33    | 2     |
| Villarreal C. F. · España  | Total club    | Total club    | 98    | 5     | 7                | 2                | 19                    | 1                     | 124   | 8     |
| Como 1907 · Italia         | 1.ª           | 2024-25       | 24    | 0     | 1                | 0                | ―                     | ―                     | 25    | 0     |
| Como 1907 · Italia         | Total club    | Total club    | 24    | 0     | 1                | 0                | 0                     | 0                     | 25    | 0     |
| Total carrera              | Total carrera | Total carrera | 307   | 17    | 31               | 2                | 64                    | 1                     | 402   | 20    |
| 1. 2.                      |               |               |       |       |                  |                  |                       |                       |       |       |

## Palmarés

### Campeonatos internacionales
| Título                       | Equipo (*)                 | Sede   | Año  |
| ---------------------------- | -------------------------- | ------ | ---- |
| Eurocopa Sub-21              | Selección de España sub-21 | Israel | 2013 |
| Liga Europa de la UEFA       | Sevilla F. C.              | Turín  | 2014 |
| Liga de Campeones de la UEFA | Liverpool F. C.            | Madrid | 2019 |
| Liga Europa de la UEFA       | Villarreal C. F.           | Gdansk | 2021 |

(*) Incluyendo la selección.